# Pseudopovijest
Pseudopovijest je pojam kojim se označuje povjesničarske pseudoznanstvene radove. Motivi mogu biti višestruki: romantizirano iskazivanje nekih povijesnih događaja radi pomodnosti, što je bio slučaj kod plemićkih obitelji u doba renesanse kad je bilo pomodno iznaći neko rimsko podrijetlo, zatim radi davanja božanskosti nekom vladaru, plemićkoj kući ili nekom kraju ili narodu, čega je primjer kad se za "krajnjeg korisnika" (vladara, plemića, neki kraj, narod) iznađe podrijetlo od nekog popularnog junaka iz epova, božanstva, ili zbog povijesnog revizionizma da bi se došlo do imovinske odnosno teritorijalne koristi, uglavnom da bi se tako stvorila pravna osnovica za pretenzije na neko područje odnosno za poricanje nečijeg tuđeg prava na to isto. Pseudopovijesnici je zajedničko u svim njenim vidovima to što se temelji na neznanstvenim metodama, vrelima i postupcima ili na znanstvenim metodama i postupcima sprovedenih, istraženih i interpretiranih na neznanstven način.